# خالد عفارة
 خالد عفارة (بالإنجليزية: Khaled Afarah)‏؛ مواليد 21 يناير 1974 في اليمن، هو لاعب كرة قدم يمني يلعب لنادي التلال ومنتخب اليمن لكرة القدم كمدافع. لعب لانديه كبيرة مثل التلال ووحده عدن ووحده صنعاء والمنتخب اليمني بين عامي 1993 إلى 2006 واعتزل كره القدم عام 2008 عن عمر يناهز 34 عاما بعد مسيره حافله امتدت لمده 18 عاما

## روابط خارجية
- خالد عفارة على موقع قاعدة بيانات كرة القدم.إي يو (الإنجليزية)
- خالد عفارة على موقع ناشيونال فوتبول تيمز (الإنجليزية)